# Mikhaël Hers
Mikhaël Hers (París, 6 de febrero de 1975) es un director de cine y guionista francés.

## Biografía
Tras estudiar en La Fémis -sección de producción (2004)-  en 2006 dirigió su primer mediometraje, Charell, adaptación libre de una novela de Patrick Modiano. La película fue seleccionada para la Semana de la Crítica del Festival de Cannes.
En 2007 dirigió Primrose Hill, también seleccionada en la Semana de la Crítica y premiada en Clermont-Ferrand. En 2009, su tercer mediometraje, Montparnasse, obtuvo el premio Jean Vigo y un galardón en la Quincena de Realizadores de Cannes de ese mismo año.
En 2010 dirigió su primer largometraje, Memory Lane, proyectado en el Festival Internacional de Cine de Locarno. En 2015 rodó su segundo largometraje, Ce sentiment de l'été .
En 2018, su película Amanda ganó el Gran Premio Sakura en el Festival Internacional de Cine de Tokio.
En septiembre de 2021 formó parte del jurado de la 47 edición del Festival de Cine Americano de Deauville, presidida por Charlotte Gainsbourg.

## Filmografía

### Director
- 2006: Charell, basado en De si braves enfants de Patrick Modiano (cortometraje), con Jean-Michel Fête, Marc Barbé, Anicée Alvina, Marie Kremer ( Semana de la Crítica, Festival de Cannes 2006)
- 2007: Primrose Hill (cortometraje) con Hubert Benhamdine, Stéphanie Daub-Laurent, Thibault Vinçon, Jeanne Candel ( Semana de la Crítica, Festival de Cannes 2007, Premio a la mejor actriz, Festival de Clermont-Ferrand, Premio de Prensa, Festival Côté-Court de Pantin )
- 2009: Montparnasse (mediometraje)
- 2010: Carril de la memoria,[5][6][7][8]
- 2015: Ce sentiment de l'été
- 2018: Amanda
- 2022: Pasajeros de la noche

### Guionista
- 2003 : Une étreinte
- 2006 : Charell, adaptación de la novela De si braves garçons, de Patrick Modiano.
- 2007 : Primrose hill
- 2009 : Montparnasse (mediometraje)
- 2010 : Memory Lane
- 2015 : Ce sentiment de l'été
- 2018 : Amanda
- 2022 : Les Passagers de la nuit

### Productor
- 2004 : La Ligne (cortometraje), de Darielle Tillon
- 2005 : Ma vie est mon vidéo-clip préféré (documental), de Show-Chun Lee
- 2006 : La Leçon de guitare (cortometraje), de Martin Rit
- 2008 : Une nouvelle ère glaciaire, de Darielle Tillon
- 2008 : La Neige au village, de Martin Rit